# Ștefan Braborescu
Ștefan Braborescu (n. 31 august 1880, Caracal, județul Romanați, România – d. 4 ianuarie 1971, București, România) a fost un actor român, distins cu titlul de Artist al Poporului (1954).

## Biografie
A fondat la Iași în decembrie 1921, împreună cu actorul și scriitorul Sandu Teleajen, cu poetul Aurelian Păunescu, cu romancierul Ionel Teodoreanu, cu povestitorii A. Alexandrescu și Adrian Pascu și cu poeții Al. Al. Leontescu, L. Negruzzi, Emil Serghie, Const. Goran, Emil Bărbulescu, M. și Gr. M. Sturdza, revista Gândul nostru, pe care Nicolae Iorga o considera „foarte modestă”.
A făcut parte din trupa Teatrului Național din Cluj.

## Filmografie
- Anotimpuri (1964)

## Distincții
- Ordinul Muncii clasa a III-a (14 septembrie 1953)[5]
- titlul de Artist al Poporului din Republica Populară Română (28 ianuarie 1954) „cu ocazia împlinirii a cinci ani de activitate a Teatrului de Stat din Timișoara, Teatrului Maghiar de Stat din Cluj, Teatrului de Stat din Sibiu, Teatrului Secuesc de Stat din Tg. Mureș, Teatrului de Stat din Orașul Stalin, Teatrului Evreesc de Stat din București și pentru merite deosebite în activitatea artistică”[1]
- Ordinul Muncii clasa I (8 septembrie 1955) „cu prilejul împlinirii a 75 ani de viață și pentru întreaga sa activitate artistică”[6]
- Ordinul Meritul Cultural clasa I (6 noiembrie 1967) „pentru activitate îndelungată în teatru și merite deosebite în domeniul artei dramatice”[7]
- Ordinul Steaua Republicii Socialiste România clasa a II-a (28 noiembrie 1969) „pentru activitate îndelungată și merite deosebite în domeniul artei dramatice, cu prilejul împlinirii a 50 de ani de la înființarea Teatrului Național din Cluj”[8]

## Legături externe
- Ștefan Braborescu la Internet Movie Database
- Ștefan Braborescu la CineMagia